# Wereldkampioenschappen wielrennen 1981
De wereldkampioenschappen wielrennen 1981 werden gehouden op zondag 30 augustus in Praag, Tsjechoslowakije. De wegwedstrijd bij de elite mannen werd gewonnen door Freddy Maertens, voor Giuseppe Saronni en Bernard Hinault. In totaal gingen 112 renners van start, van wie er 69 de finish bereikten. 
Bij de elite vrouwen won de pas 16-jarige Ute Enzenauer uit de Bondsrepubliek Duitsland. Ze werd daarmee de jongste wereldkampioene ooit. 

## Elite
| Individuele wegwedstrijd mannen (268 km) |                         |          |
| Plaats                                   | Naam                    | Tijd     |
| Goud                                     | Freddy Maertens         | 7u21'59" |
| Zilver                                   | Giuseppe Saronni        | z.t.     |
| Brons                                    | Bernard Hinault         | z.t.     |
| 4                                        | Gilbert Duclos-Lassalle | z.t.     |
| 5                                        | Guido Van Calster       | z.t.     |
| 6                                        | Francesco Moser         | z.t.     |
| 7                                        | Fons De Wolf            | z.t.     |
| 8                                        | Stefan Mutter           | z.t.     |
| 9                                        | Bruno Wolfer            | z.t.     |
| 10                                       | Pierino Gavazzi         | z.t.     |
|                                          |                         |          |
| 11                                       | Johan van der Velde     | z.t.     |

| Individuele wegwedstrijd vrouwen (53.6 km) |                     |          |
| Plaats                                     | Naam                | Tijd     |
| Goud                                       | Ute Enzenauer       | 1u30'02" |
| Zilver                                     | Jeannie Longo       | z.t.     |
| Brons                                      | Connie Carpenter    | z.t.     |
| 4                                          | Galina Tsareva      | z.t.     |
| 5                                          | Tamara Poliakova    | z.t.     |
| 6                                          | Beate Habetz        | z.t.     |
| 7                                          | Tatjana Kolesnikova | z.t.     |
| 8                                          | Nadejda Kibardina   | z.t.     |
| 9                                          | Marianne Berglund   | z.t.     |
| 10                                         | Alla Lukutina       | z.t.     |

1921 · 
1922 · 
1923 · 
1924 · 
1925 · 
1926 · 
1927 · 
1928 · 
1929 · 
1930 · 
1931 · 
1932 · 
1933 · 
1934 · 
1935 · 
1936 · 
1937 · 
1938 · 
1946 · 
1947 · 
1948 · 
1949 · 
1950 · 
1951 · 
1952 · 
1953 · 
1954 · 
1955 · 
1956 · 
1957 · 
1958 · 
1959 · 
1960 · 
1961 · 
1962 · 
1963 · 
1964 · 
1965 · 
1966 · 
1967 · 
1968 · 
1969 · 
1970 · 
1971 · 
1972 · 
1973 · 
1974 · 
1975 · 
1976 · 
1977 · 
1978 · 
1979 · 
1980 · 
1981 · 
1982 · 
1983 · 
1984 · 
1985 · 
1986 · 
1987 · 
1988 · 
1989 · 
1990 · 
1991 · 
1992 · 
1993 · 
1994 · 
1995 · 
1996 · 
1997 · 
1998 · 
1999 · 
2000 · 
2001 · 
2002 · 
2003 · 
2004 · 
2005 · 
2006 · 
2007 · 
2008 · 
2009 ·
2010 · 
2011 · 
2012 · 
2013 · 
2014 · 
2015 · 
2016 · 
2017 · 
2018 · 
2019 · 
2020 ·
2021 ·
2022 ·
2023 ·
2024 ·
2025 ·
2026